# Apples
Pronunciação
Apples é uma comuna suíça no cantão de Vaud, localizado no distrito de Morges.